# 뤼티 수도원
뤼티 수도원(독일어: Prämonstratenserkloster Rüti)은 스위스 취리히주의 뤼티 시정촌에 위치한 취리히 종교 개혁 당시 1206년에 설립되어 1525년에 진압된 전 프레몽트레회 수도원이었다. 수도원의 교회는 토겐부르크 백작의 마지막 안식처였으며, 그중 프리드리히 7세] 백작 토겐부르크 가문의 다른 13명과 다른 귀족 가문. 1206년에서 1525년 사이에 수도원은 14개의 교회로 구성되었으며, 185개 지역의 광대한 토지와 사유지를 소유했다.

## 역사
1206년에 수도원 부지는 레겐스베르크 백작 류톨트 4세에게 주어졌고, 1219년 5월 6일 그의 형제인 잘츠부르크 대주교인 에버하르트가 확인했다. 교회와 권리는 1229년에 루돌프 1세 폰 라퍼스빌과 디트헬름(토겐부르크의 디트헬름)에 의해 수녀원으로 이전되었다. 오버볼링엔에 있는 취리히 호수 상류에는 성 니콜라스 예배당이 언급되어 있다. 수도원은 라퍼스빌의 백작에 의해 설립되었다. 그 수녀원은 (행정적으로) 뤼티 수도원의 일부였던 것으로 추정추정되며, 1267년에 근처의 마리아첼 부름스바흐 수도원과 통합되었다.
처음에는 쿠어발덴에 있는 프레몽트레회 수도원의 한 지점으로 설립되었으며, 일반적으로 성모 마리아 수도원으로 알려진 뤼티 수도원은 1230년에 콘스탄스 주교에 의해 바이세나우(민데라우) 수도원에 배치되었으며, 치르카리아 슈바비아 행정구역의 일부였다. 수도원 대성당의 건설은 1214년에 시작되어 아마도 1283년에 완성되었을 것이다. 1286년에 재정적인 이유로 백작부인 엘리자베트 폰 라퍼스빌은 관련 권리(특히 하급 법원)를 포함하여 오버뒤른덴에 있는 농장 부지를 뤼티에 매각해야 했다. 수도원. 그러나 라퍼스빌 가문은 이후 수십년 동안 뤼티 수도원도 지원했기 때문에 요한의 1세 아들 요한 2세는 1340년 6월 17일 동생들의 이름으로 재산과 모든 권리를 양도받았다.
수녀원은 1358년 란덴베르크-그리펜제 가문이 아어도르프에 있는 교구 교회와 추가 재산에 대한 권리를 구매할 수 있도록 스위스 북동부의 귀족 가문에서 돈과 물품을 아낌없이 부여받았다. 바서도르프, 뒤른데, 1398년 엘자우-레터센, 에를렌바흐, 에센바흐, 에슐리콘, 페랄토르프, 피센탈, 고자우, 힌빌, 호프슈테텐, 묀할토르프, 노이브루넨- 투어벤탈, 1438년 라퍼스빌, 제그레반, 우스터, 1407년 우츠나흐, 방엔 더 마히, 빌 – 드라이브루넨, 빈터투어, 촐리커베르크, 촐리콘 및 취리히. 뤼티 수도원은 증여, 구매 및 교환을 통해 소유권을 확대했으며, 15세기 초에 뤼티(페라흐 및 오버뒤른텐), 그라이펜제와 페피커제 사이, 북동쪽 해안인 오버제, 취리히호 상부. 뤼티는 성 야고보의 길을 따라 중요한 무대 지점이었다. (성 야고보의 길) 라퍼스빌과 제담 호수의 목조 다리를 지나 아인지델른 수도원로 건너간다.
1374년 12월 5일 빌그리 폰 클로텐은 자신과 그의 정당한 딸인 마르그레트 베르친거가 라퍼스빌의 포크트에 의해 봉인된 땅에 대해 어떠한 주장도 제기하지 않는다고 선언한 뤼티 수녀원의 한 사람과 관련된 독특한 문서가 있다.
1408년에 뤼티 마을과 수도원은 소위 그뤼닝엔 영지의 일부로 취리히 시 정부의 통치 아래 있었다. 1433년 5월 12일 하이니 무어러 폰 그뤼닝엔과 그의 아내 안나 켈러는 100 파운드 페니에 취리히 베룽에 뤼첼라우 섬에 있는 토지와 물품을 요한스 대수도원장과 뤼티 수도원의 수도원으로 이전하는 것을 확인했다. 그뤼닝엔 영지의 수많은 건물과 토지, 그리고 문서에는 수도원의 장부에 등재되기를 바란다고 되어 있었다.
1443년 6월 11일 구스위스 연방의 약탈자들이 구취리히 전쟁에서 수도원을 약탈했고, 토겐부르크의 프리드리히 7세 백작의 무덤, 그들 중에는 티에르슈타인 백작과 다른 귀족들의 무덤이 훼손되었다. 연방군에 의한 황폐는 물질적으로, 이상주의적으로 수도원을 충족시켰다. 이 지역의 약탈은 수도원의 장원을 약화시켰고, 무덤의 신성모독은 귀족들이 선호하는 매장지로서의 수도원의 중요성을 감소시켰다. 귀족 가문을 위한 기념비는 취리히의 종교 개혁 기간인 1771년 토겐부르크 예배당 금고의 철거와 현재의 뤼티 개혁 교회의 부분적인 신축에 이르기까지 대체로 온전하게 남아 있다.

## 같이 보기
- 취리히 종교개혁